# Африканска палмова цивета
Африканската палмова цивета (Nandinia binotata) е дребен коткоподобен хищник с издължено тяло, къси крака, малки уши и дълга колкото дължината на тялото гъвкава опашка. Теглото ѝ е около 2 кг. Среща се в горите на Източна Африка. Живее самостоятелно, предимно по дърветата и е активна през нощта. Храни се с дребни гризачи, прилепи, насекоми, птици и техните яйца, както и с плодове.
Африканската палмова цивета се смята за един от най-примитивните съвременни хищници – своеобразен преход между виверовите и котките. Затова днес учените я отделят от семейство Виверови в самостоятелно семейство Nandiniidae.